# La France libre (journal socialiste)
Pour les articles homonymes, voir France libre (homonymie).
La France libre est un journal quotidien socialiste français publié de 1918 à 1925. La France libre (journal socialiste), est une création d'opposants à la participation de la SFIO à la conférence internationale à Stockholm de 1917, à laquelle la social-démocratie allemande (parti social-démocrate indépendant d'Allemagne) est présente, examinant les moyens de mettre fin à la guerre.

## Histoire
La France libre réunit des personnalités opposées aux discussions entre partis socialistes européens cherchant à mettre fin à la guerre. L'initiative de créer un journal est soutenue par une quarantaine de députés. Elle a trois directeurs Compère-Morel, Arthur Rozier et Adrien Veber, tous trois députés SFIO, de sensibilités différentes mais unis pour la circonstance. Le rédacteur en chef est Camille Devilar.
Le journal se caractérise, en plus de son orientation politique, par le choix de faire appel à de nombreux collaborateurs non journalistes mais connus pour leur compétence, par exemple Henri Focillon, Léon Rosenthal, Gustave Geffroy, André Antoine, Jean Cocteau, Jacques-Émile Blanche, Géo André, Max Dearly... Raymond Manevy écrit, dans son livre d'histoire de la presse : « on ne fait pas un journal en donnant le pas aux collaborateurs extérieurs sur les collaborateurs intérieurs. Une rédaction c'est une équipe avec un chef qui conçoit... ».
En  1919 la fédération de la Seine de la SFIO n'investit pas les animateurs de La France libre pour les élections législatives.  Le congrès de Strasbourg de la SFIO de février 1920, confirme l'exclusion.  La France libre devient l’organe du Parti socialiste français, parti qui prône l’union des gauches et le refus de la révolution bolchevique. Par volonté de rester  dans la SFIO, Compère-Morel et d'autres cessent toute collaboration au journal. Le quotidien devient de fait le support des élus parisiens (Arthur Rozier, Adrien Veber). Au mois d’avril et jusqu’en octobre 1922, le quotidien devient hebdomadaire.  La relance du journal dure jusqu’en 1925, date à laquelle il cesse d’exister.